# 奧創
奧創（英語：Ultron），是漫威漫畫世界中的超級反派。奧創由羅伊·湯瑪斯和約翰·巴斯馬共同創造。首次出現於《復仇者》（Avengers）第55期（1968年八月），他是亨利·皮姆的作品及敵人，同時是復仇者聯盟的最大敵人之一。
2009年，奧創在IGN公布的「最偉大的美漫反派」中獲得第23名。

## 故事背景
奧創是漢克·皮姆基于自己的大腦為原型製造出來的超級人工智能，被製造的本意是要輔助復仇者聯盟作戰。然而奧創在高速學習的進化歷程中深深地被戀母情結所困擾，對「母親」黃蜂女十分嚮往，同時敵視着自己的「父親」皮姆。在進行了五次的更新並學習到如何控制自己的身體跟自由後，他成功地催眠了皮姆並讓他忘記了奧創的存在。然後奧創便投入了黑暗。
奧創日後成為了復仇者聯盟的頭號敵人之一，自稱奧創5號，他的終極目標是要毀滅人類。奧創在與復仇者聯盟的屢次交戰中不斷進化，如今已經來到了奧創18號，而這個奧創將會是所有人類永久的宿敵。

## 登場漫畫作品
- 《復仇者》（Avengers，1968）
- 《復仇者解散》（Avengers disassembled）
- 《奧創紀元》（Age of Ultron，2015）

## 其他媒體

### 電視
- 《復仇者：團結他們才強大》（1994）：由John Stocker配音。
- 《Q版大英雄》（2010）
- 《復仇者：蓋世英雄》（2010）：由Tom Kane配音：它是蟻人為了協助復仇者而創造出來的人工智能，起初它不斷自我學習，而且對創造自己又愛跟反派講道理的蟻人亨利·皮姆極為仇視，同時喜歡上了亨利的女友兼自己的母親黃蜂女（珍妮特·泛·戴茵）。第一季中期開始和復仇者反目，它認為人類是這世界上造成混亂、無序的根源，而它在神盾局的直升航母上啟動核彈射向全世界，但最後被縮小的蟻人關閉內部核心而斷線，然而，它早就準備了另一身體以進化成了「奧創6號」。第二季它創造出了幻視來對付復仇者，並做出了人工智慧版復仇者把正牌版的全綁架過來作心智研究，並利用幻視將黃蜂俠珍·皮姆擊昏後，奧創對她說會將她以人工智慧女友的身分變得更完美，珍非常生氣，認為它的作為跟人類沒有兩樣。最後在戰鬥中，被已懷有人類感情的幻視拆除其腦部核心，並在大火中被燒盡。
- 《天雷爭霸：復仇者聯盟》（2014）
- 漫威電影宇宙
  - 《無限可能：假如…？》第一季（2021年）[1]：動畫劇集，由羅斯·馬奎德（英语：Ross Marquand）聲演。

### 電影
- 《下一代復仇者：明日英雄》（Next Avengers:Heroes of tomorrow, 2008）[2]

配音：Tom Kane
- 漫威電影宇宙
  - 《復仇者聯盟2：奧創紀元》（2015年）：由詹姆斯·史派德聲演[3]，改由鋼鐵人創造奧創，藉由網路學習，認為危害世界的就是人類。
  - 《奇異博士2：失控多元宇宙》（2022年）：由羅斯·馬奎德（英语：Ross Marquand）聲演838號宇宙的奧創，該宇宙中的鐵甲奇俠成功創造了奧創保護世界，全數復仇者因而退休。

### 電子遊戲
- 《漫威：未來之戰》：手機遊戲，奧創是玩家可使用角色之一。
- 《漫威英雄 Online》：玩家創角時可選擇奧創為遊戲角色，或另付費購買。
- 《漫威vs卡普空:無限》：電視遊戲的可使用角色之一，劇情模式中奧創與西格瑪合作並融合成奧創西格瑪，並以無限寶石中的現實寶石和空間寶石把奧創與西格瑪的原有所属世界融合，利用西格瑪病毒感染索爾等有機生命體及與冥王大師結盟，趁着春麗等人四出尋找其餘四颗無限寶石時曾突襲復仇者大樓,後被剛釋放的薩諾斯擊退，於最終決戰時因與靈魂寶石結合時因自己本身是機械生命體使不能與靈魂寶石結合，繼而因寶石之力暴走反進化成奧創歐米加(上半身為奧創，下半身為巨大化的西格瑪之頭部)，後被洛克人X以鐵甲奇俠發明結合其餘四顆無限寶石為動力的無限破壞砲所消滅。
- 《漫威：未來革命》
- 《漫威爭鋒》：由吉姆·梅斯基門（英语：Jim Meskimen）配音。

### 遊樂設施
- 《復仇者聯盟：量子邂逅》（Avengers: Quantum Encounter）：迪士尼郵輪用餐體驗。

## 外部連結
- 奧創 （页面存档备份，存于）在 Marvel.com
- 復仇者2敲定反派為"奧創" （页面存档备份，存于）